# Gualtiero Padovano
Gualtiero Dell'Arzere dit Gualtiero Padovano est un peintre italien du Cinquecento.

## Biographie
Frère de Stefano dall'Arzere, présumé né à Merlara, une petite bourgade aux confins du sud de la province de Padoue, Gualtiero Padovano est attesté en 1537 à la confrérie padouane de San Rocco comme son frère Stefano, Girolamo Tessari (1480-1561) et Domenico Campagnola (1500-1564), à la décoration de l'oratoire de San Rocco de l'église Santa Lucia, construit à partir de 1525.
Il a peint à fresque certaines salles de la villa Godi Malinverni à Lugo di Vicenza avec Giovanni Battista Zelotti et Battista del Moro, et plus précisément  la Sala del Putto, la Sala dei Trionfi, la Sala dei Cesari et la Sala dei Sacrifici.

## Œuvres
- Daniele, sec. XVI, David, sec. XVI, chapelle gauche de San Giacomo dall'Orio, Venise
- Morte del padre di San Rocco et Distribuzione dei bei da Parte di San Rocco, avec  Domenico Campagnola, Chiesa di Santa Lucia, Padoue
- Fresques à la villa Godi Malinverni à Lugo di Vicenza
- Fresques à la villa Zelotti, Breganze avec Gianbattista Zelotti

## Sources
- (it) Cet article est partiellement ou en totalité issu de l’article de Wikipédia en italien intitulé « Gualtiero Padovano » (voir la liste des auteurs).

.